# Canon EF 50mm
Canon EF 50mm – seria obiektywów firmy Canon o ogniskowej 50 mm, z mocowaniem typu EF.

## EF 50mmf/1.0L USM
Nieprodukowany już obiektyw profesjonalny (seria L) z silnikiem sonicznym.  Jedyny obiektyw Canona z przysłoną f/1.0 i z mocowaniem typu EF.  Niska wartość przysłony pozwala na robienie zdjęć przy bardzo małej ilości dostępnego światła, umożliwia także uzyskanie niezwykle płytkiej głębi ostrości, a dzięki ośmiolistkowej przysłonie otrzymuje się bokeh złożony z okrągłych, nie zaś wielokątnych plamek.  Obiektyw chwalony jest zazwyczaj za bardzo solidną budowę i znakomitą jakość optyczną, krytykowany za znaczną masę i bardzo wysoką cenę – po zaprzestaniu jego produkcji cena używanych obiektywów wzrosła dwukrotnie.

## EF 50mmf/1.2L USM
Profesjonalny (seria L) obiektyw, następca EF 50mm f/1.0L USM.  Jeden z dwóch produkowanych obiektywów Canona o minimalnej wartości przysłony 1,2 – drugi to EF 85mm f/1.2 L II USM. Oferuje lepszą jakość optyczną od tańszego, amatorskiego obiektywu EF 50mm f/1.4 USM.

## EF 50mmf/1.4 USM
Amatorski obiektyw Canona o plastikowej konstrukcji ale z metalowym bagnetem.  Znacznie tańszy od profesjonalnego EF 50mm f/1.2L USM, ustępuje mu jakością optyczną.

## EF 50mmf/1.8
Nieprodukowany już, amatorski obiektyw Canona o plastikowej konstrukcji ale z metalowym bagnetem, zastąpiony przez EF 50mm f/1.8 II. 

## EF 50mmf/1.8 II
Amatorski obiektyw Canona, następca EF 50mm f/1.8 wprowadzony na rynek w 1991. Obiektyw ma całkowicie plastikową konstrukcję, uproszczoną budowę (w porównaniu ze swoim poprzednikiem nie ma skali odległości) zachował jednak bardzo wysoką, jak na swoją cenę, jakość optyczną. Z powodu połączenia niskiej ceny z dobrą jakością optyczną jest to jeden z najbardziej popularnych i lubianych obiektywów Canona, jest to jeden z najtańszych obiektywów Canona, ceniony przez amatorów i profesjonalistów.

## Galeria

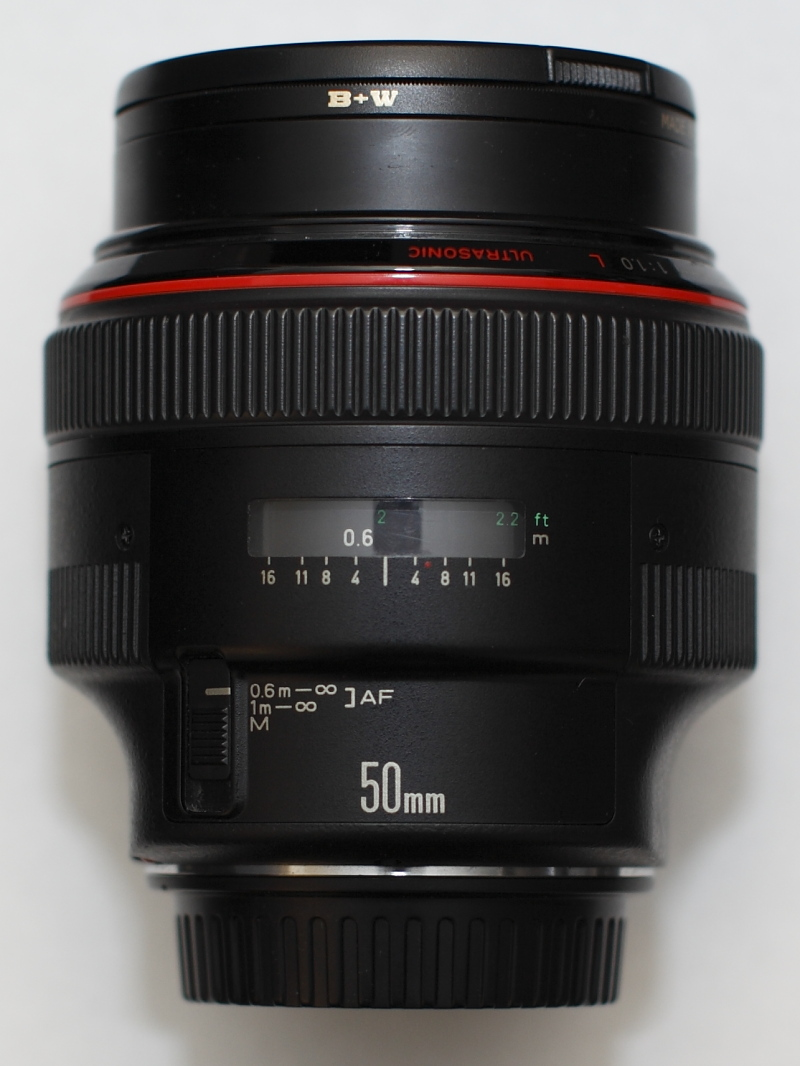
50 mm f/1.0
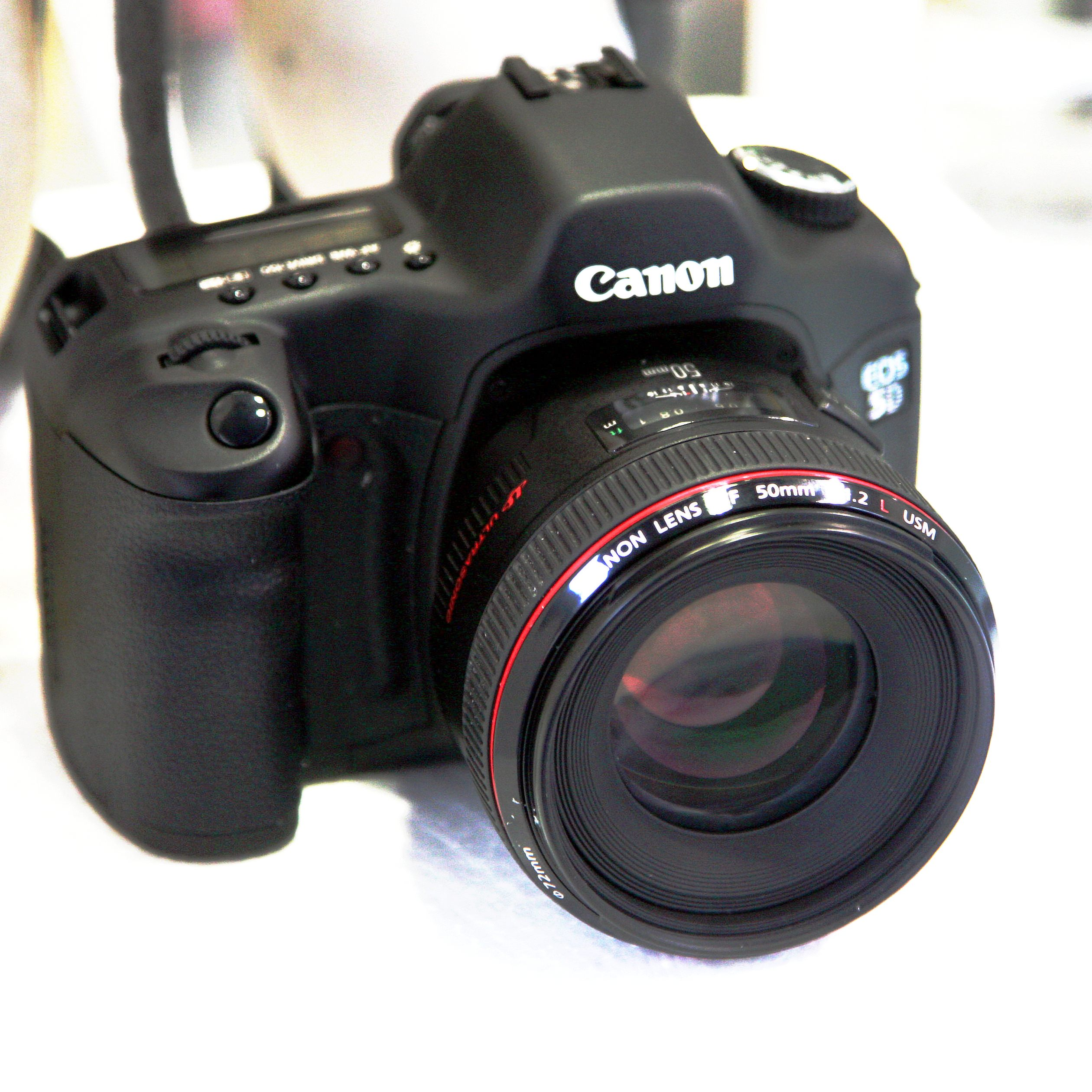
50 mm f/1.2 L na aparacie Canon EOS 5D
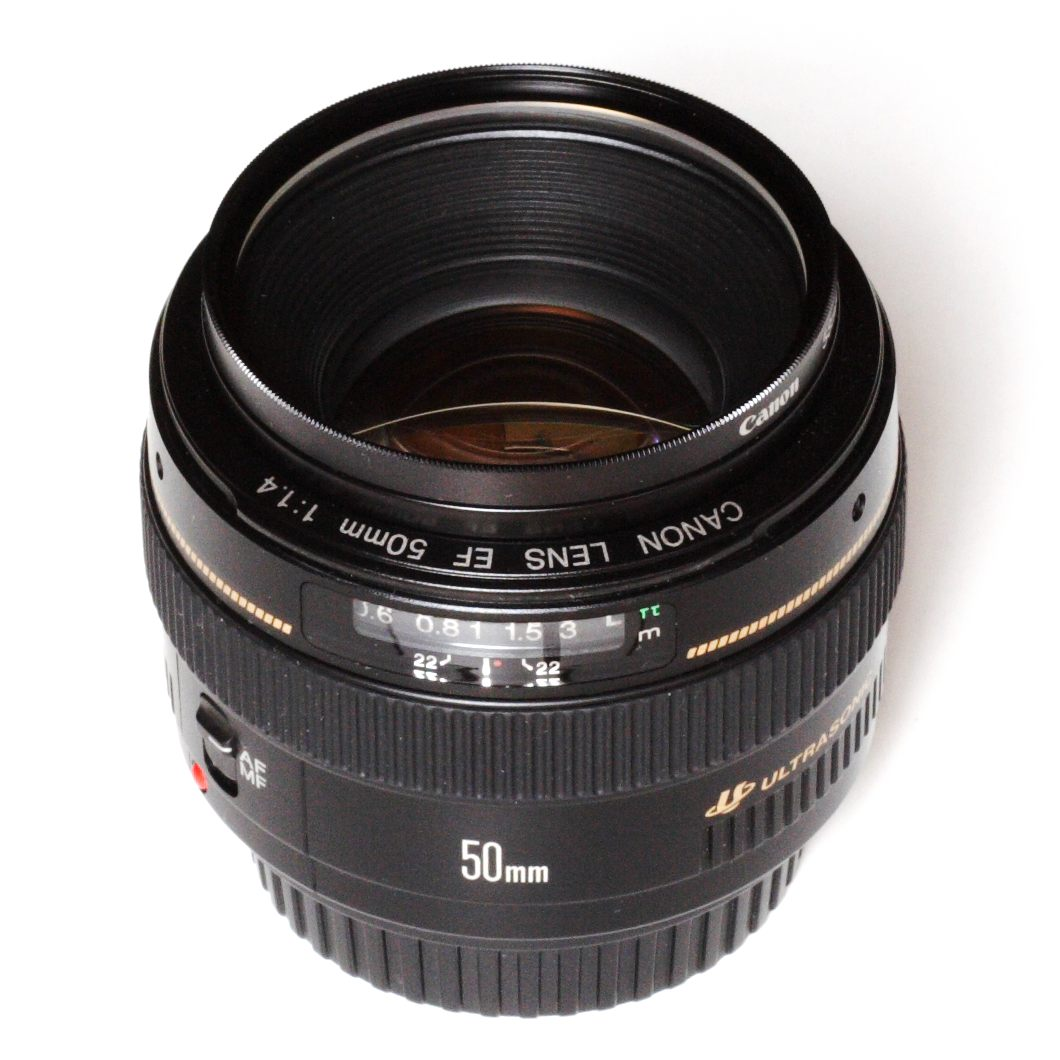
50 mm f/1.4
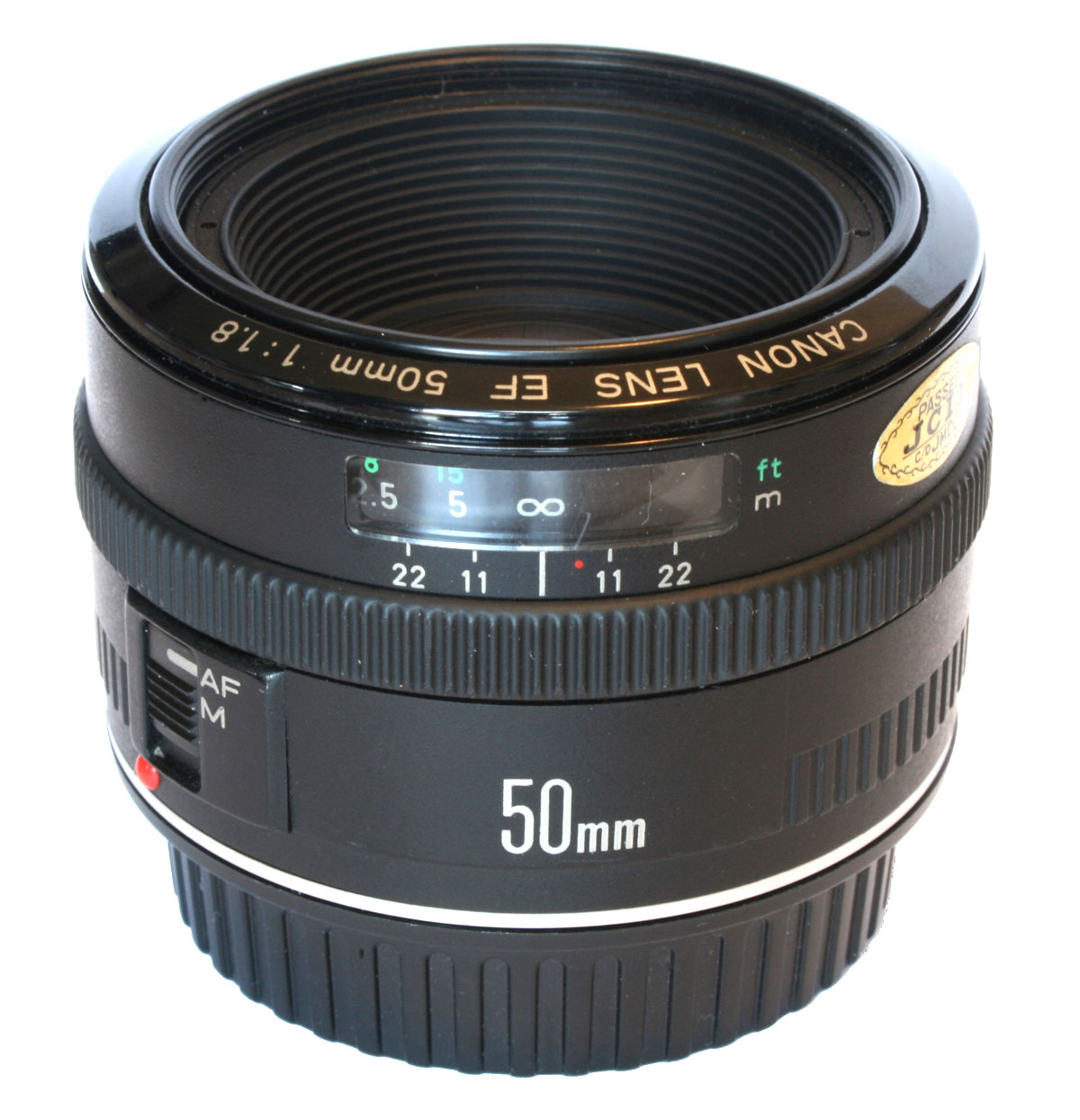
50 mm f/1.8
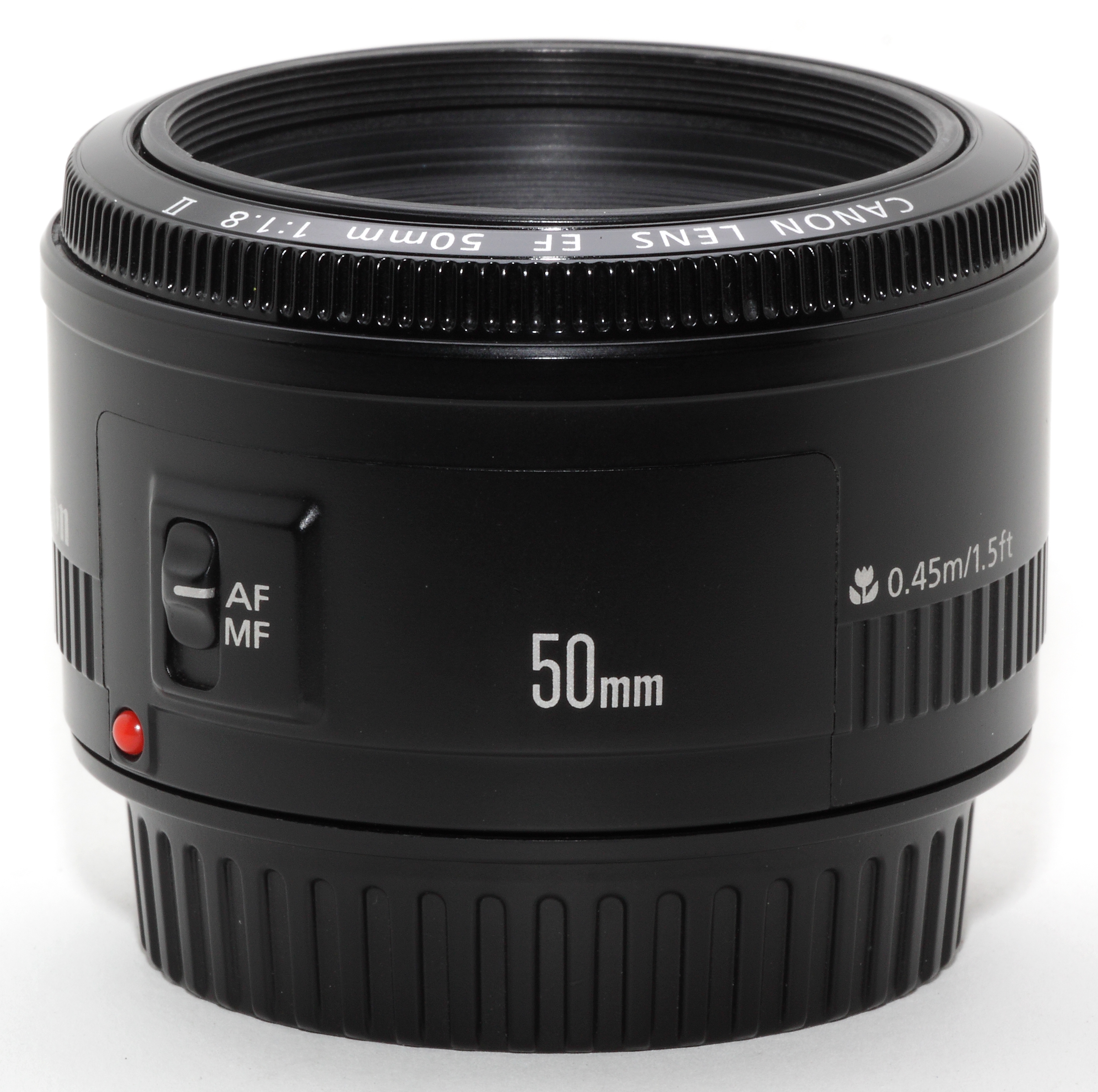
50 mm f/1.8 II